# 喀土穆戰役 (2023年—2025年)
喀土穆戰役是為爭奪蘇丹首都喀土穆控制權的一場重大戰略戰役，交戰雙方為准軍事組織快速支援部隊（RSF）與蘇丹武裝部隊（SAF）。戰役始於2023年4月15日，當時快速支援部隊佔領了喀土穆國際機場、多個軍事基地及總統府，引發一系列逐步升級的衝突。此次戰役是蘇丹歷史上持續時間最長的戰鬥，也是非洲首都中最長久的戰役，同時位列北非史上最長及蘇丹與非洲最致命戰役之一，造成超過61,000人死亡，是一場殘酷的城鎮戰。
據報導，2023年4月13日快速支援部隊在喀土穆與梅洛維調動部隊後緊張局勢升高。蘇丹武裝部隊隨即聲明稱「蘇丹武裝部隊與快速支援部隊之間可能發生對抗」，引發對更大規模衝突的擔憂。2023年4月14日晚間，快速支援部隊襲擊喀土穆國際機場、軍事基地及總統府。戰鬥從喀土穆蔓延至郊區，主要為恩圖曼，當地白尼羅河上的橋梁大部分被快速支援部隊控制。2025年3月26日，蘇丹武裝部隊宣稱已將快速支援部隊逐出喀土穆大部分地區，包括機場與總統府，取得勝利。

## 背景
喀土穆是蘇丹首都及最大城市，居民超過500萬。喀土穆都會區由三個主要區域組成：喀土穆本城、位於尼羅河西岸西北方的恩圖曼（蘇丹人口第二大城市），以及北部的北喀土穆（俗稱巴哈里（Bahri））。
儘管喀土穆地區經歷過民間動亂、暴力抗議及國家鎮壓，但該地區通常免於戰火，重大例外為達佛戰爭期間正義與平等運動發動的2008年恩圖曼襲擊。
2013年，金戈威德（一支以阿拉伯人為主、因在達佛大屠殺中的角色而惡名昭彰的支持巴希爾民兵）被整編為准軍事組織快速支援部隊，以在努巴山脈對抗叛軍。快速支援部隊由穆罕默德·哈姆丹·達加洛（又名赫梅蒂）領導。
2019年，蘇丹各地爆發反對奧馬爾·巴希爾政權的民眾起義，尤以喀土穆為甚。蘇丹政府在快速支援部隊協助下向抗議者開火，數月內在喀土穆與恩圖曼造成數十人死亡。最嚴重事件發生於6月3日的喀土穆，蘇丹士兵與快速支援部隊在鎮壓抗議時殺害超過100名平民。巴希爾最終被推翻，建立軍民過渡政府，由阿卜杜拉·漢姆杜克出任蘇丹總理，阿卜杜勒·法塔赫·阿卜杜拉赫曼·布爾漢擔任蘇丹武裝部隊總司令及主權委員會主席。

2021年，布爾漢與赫梅蒂發動政變推翻文人政府，鞏固軍方統治。至2023年，布爾漢施壓要求將快速支援部隊併入蘇丹軍隊，而赫梅蒂傾向保持快速支援部隊自主，雙方緊張加劇。4月13日，傳聞快速支援部隊在喀土穆與梅洛維基地調動。至4月14日，雙方在喀土穆各部署數萬兵力。緊張局勢於4月15日爆發，快速支援部隊襲擊全國多處軍民目標，包括喀土穆與恩圖曼。

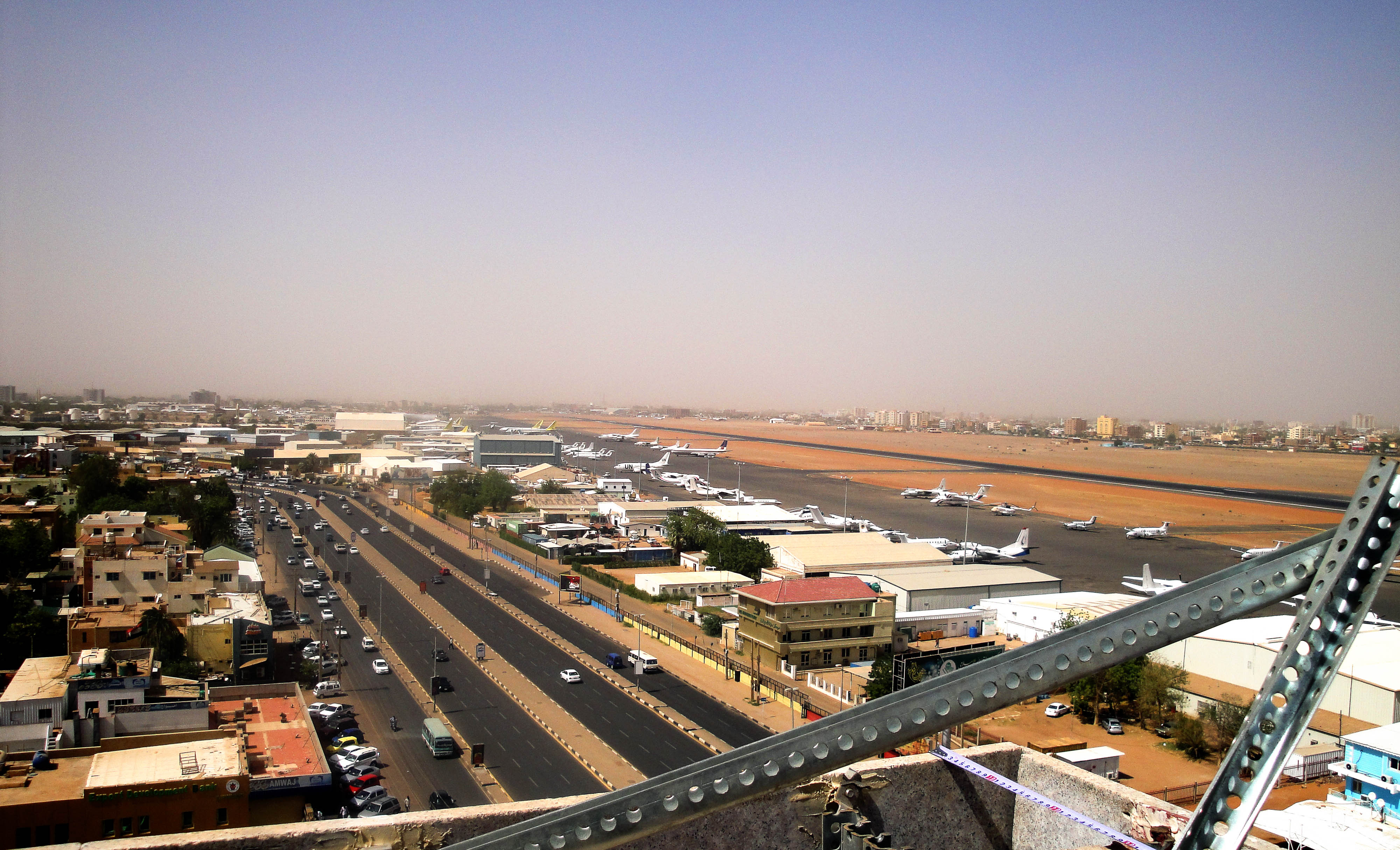
喀土穆國際機場於2023年4月15日遭首波攻擊，直至2025年3月前由快速支援部隊控制。

## 戰爭爆發

### 初期攻擊喀土穆機場與恩圖曼（4月15-17日）
2023年4月15日凌晨，快速支援部隊發動對喀土穆關鍵設施的突襲，包括喀土穆國際機場。機場襲擊期間，快速支援部隊據報向一架抵達的沙烏地阿拉伯航空客機開火，但機上人員無傷亡。快速支援部隊亦佔領總統府、前總統奧馬爾·巴希爾官邸，並攻擊軍事基地。喀土穆機場交火中兩名平民喪生。赫梅蒂聲稱快速支援部隊控制首都多數政府建築，但遭布爾漢否認。

2023年4月喀土穆軍事態勢；藍色標示快速支援部隊活動區域

4月15日，快速支援部隊戰士亦突襲布爾漢官邸企圖暗殺。布爾漢與護衛隊反擊，一名護衛事後稱布爾漢親自持AK-47開火。布爾漢安全脫身，但超過30名護衛在衝突中喪生。
同日，蘇丹武裝部隊對快速支援部隊目標發動多次空襲。Facebook Live與Twitter用戶記錄到蘇丹空軍飛越城市並攻擊快速支援部隊目標。4月16日，蘇丹武裝部隊宣稱奪回總統府，但快速支援部隊在Twitter發布影片顯示其人員仍駐守府內持續交火。快速支援部隊亦反駁蘇丹武裝部隊奪回其他建築物的說法。內政部大樓亦傳遭快速支援部隊佔領。
4月17日，康博尼科技學院(Comboni College of Science & Technology)學生在戰火波及校園後撤離。同日，自由與變革力量表示赫梅蒂與布爾漢間談判中止。赫梅蒂聲明自詡為民主領袖，宣稱對抗伊斯蘭主義者。其他大學學生在戰火波及校園後被迫撤離。喀土穆大學學生Khalid al-Tageea在砲擊中喪生，因無法運送遺體而就地安葬於校園。
喀土穆教學醫院（首都最大醫院之一）遭快速支援部隊圍困，因砲擊受損於4月17日與al-Shaab教學醫院一同關閉。在al-Moallem醫院，居民與員工因快速支援部隊攻擊被迫撤離，人員指控砲擊為蓄意行為。北喀土穆的國際醫院院長透過社群媒體請求燃料支援，因社區斷電。至4月18日，喀土穆59間醫院中39間停擺，剩餘20間位於恩圖曼。
4月16日，Yassir El Atta將軍宣布喀土穆所有快速支援部隊營區、蘇丹港、加達里夫及科斯提已由蘇丹武裝部隊控制，但當時無法獨立查證。然而，新營區如4月17日的All Saint's Cathedral出現。

#### 國際事件與反應
4月17日，蘇丹政府宣布關閉領空，初期僅限喀土穆。歐盟駐蘇丹大使艾丹·奧哈拉（Aidan O'Hara）在避難住所遭襲擊。歐盟譴責此舉「嚴重違反1961年維也納外交關係公約」。同日，美國外交車隊遭襲，安東尼·布林肯斥為「魯莽」。布爾漢宣布快速支援部隊為「叛亂組織」，命令全國解散。4月17日，南蘇丹總統薩爾瓦·基爾取消訪喀土穆行程。快速支援部隊圍攻並砲擊市內大型醫院。世界糧食計劃署暫停蘇丹業務。

#### 恩圖曼
恩圖曼醫生表示局勢混亂，民眾尋求庇護。快速支援部隊圍攻蘇丹廣播公司總部，砲擊蘇丹通訊社（SUNA）廣播站。4月16日，恩圖曼全市持續砲擊。蘇丹空軍多次空襲快速支援部隊基地。同日，快速支援部隊攻入蘇丹通訊社大樓，播放親快速支援部隊內容。儘管親蘇丹武裝部隊媒體稱奪回總部，快速支援部隊發布影片證實仍控制該處。
恩圖曼其他區域，快速支援部隊宣稱撤離基地。影片顯示營區內數十名傷兵橫躺臨時營房。Halfaya橋兩端爆發衝突，喀土穆側醫院遭砲擊。居民稱橋邊遺體過多無法收殮。據稱恩圖曼最安全區域為工人階級社區。
至4月17日，據蘇丹醫生工會統計，恩圖曼至少四人死於衝突。喀土穆與恩圖曼20間醫院中，12間因無差別砲擊於4月18日關閉。同日，主權委員會成員Shams El Din Kabbashi宣布全國停火24小時。恩圖曼Sabrin地區居民稱許多快速支援部隊戰士陳屍街頭。

### 首次停火（4月18-20日）
4月18日宣布停火，但未生效。原定下午6時生效，但總司令部與共和宮周邊仍交火。北喀土穆居民稱社區交火，傷者受困家中。部分居民外出，人道機構稱仍無法提供援助。喀土穆州衛生部表示多數醫療設施瀕臨崩潰。4月19日衛星影像顯示喀土穆多地遭砲擊或摧毀。包括蘇丹國家安全局、蘇丹教育與科學研究部、總司令部、Kobar橋等政府機關。4月18日，蘇丹軍方宣布解散快速支援部隊，但僅為名義。蘇丹通訊社稱蘇丹武裝部隊試圖減少空襲對平民生命財產損害。
4月19日，總司令部、總統府與機場周邊持續激戰，使用重武器。蘇丹武裝部隊稱快速支援部隊攻擊總司令部但被擊退，快速支援部隊遺棄24輛車。蘇丹武裝部隊呼籲快速支援部隊投降並承諾赦免。觀察家指出蘇丹武裝部隊控制喀土穆通道，試圖切斷快速支援部隊補給線。目擊者稱部隊從衣索比亞邊境附近調入增援。另一停火於當地18時生效時，喀土穆機場周邊戰鬥大部平息，但總統府、總司令部及赫梅蒂家族宅邸所在的Jabra社區仍激戰。停火生效後數分鐘仍有交火報告。
路透社記者稱至4月20日，北喀土穆主要市場焚毀，市中心多建築損毀嚴重。北喀土穆與恩圖曼街區常見快速支援部隊檢查站，平民生活停擺。Halfaya橋周邊外交人員撤離，載客赴埃及巴士停靠。票價通常50美元，需求增加時漲價。許多居民逃往蘇丹港、瓦德麥達尼、查德或埃及。此時多國外交人員撤離喀土穆。希臘與賽普勒斯人員避難於喀土穆希臘東正教主教座堂，埃及、荷蘭與沙烏地阿拉伯外交部派機撤僑。
快速支援部隊稱4月20日上午擊退蘇丹武裝部隊進攻恩圖曼據點，宣稱擊落兩架直升機。蘇丹廣播公司總部同日交火。快速支援部隊西部增援遭蘇丹武裝部隊阻截。恩圖曼主要戰區為El Fitihab、Medinet El Nakhil、El Bustan及利比亞市場路。快速支援部隊重兵部署El Mohandesin、Medinet El Nakhil、Aburiyal、El Salha及Ombada西側18、19街區。快速支援部隊在恩圖曼採用游擊戰術，伏擊蘇丹武裝部隊後藏匿民居。
同日喀土穆，快速支援部隊控制通往傑濟拉州道路與Soba橋。居民稱快速支援部隊控制Soba軍營，爭奪El Kamleen道路。儘管雙方宣布4月21日開齋節停火，總司令部、共和宮與喀土穆機場南側仍砲火不斷。Qawmy路（連接喀土穆與傑濟拉，前日由快速支援部隊控制）爆發衝突。尼羅河西岸工業區al-Bagair交火，北喀土穆遭空襲。分析師指出快速支援部隊轉為游擊戰術，喀土穆地區已無「據點」可言。

## 齋戒月停火與後續衝突（4月21日-26日）
4月21日，喀土穆1號2號抵抗委員會報告大量外籍人士與外交人員受困北喀土穆無法撤離，要求緊急援助，並指出儘管開齋節停火生效，快速支援部隊攻擊仍持續加劇。 戰鬥持續至4月22日，北喀土穆奧姆達與卡拉里區遭重砲轟擊。 蘇丹工兵團在奧姆達曼蘇拉區的砲擊造成6人死亡。 市中心戰火蔓延至哈馬德山、科賈利與阿卡維特區。 蘇丹空軍持續空襲快速支援部隊據點，準備加強城市戰攻勢。 衝突範圍擴及連接喀土穆與瓦德麥達尼、達佛的道路。 快速支援部隊聲稱擊退政府軍在北喀土穆的攻勢， 共和宮仍為主要戰場。
4月23日左右，快速支援部隊襲擊哈達監獄釋放所有囚犯，據稱包含前總統奧馬爾·巴希爾，守衛在襲擊中喪生。 其他獲釋者包括達佛戰爭戰犯。恩圖曼女子監獄同日遭轟炸，多數囚犯逃逸。 4月23日喀土穆地區至少50人死亡，24日再添4死。 卡達與法國外交部建築24日遭掠，政府軍指控快速支援部隊所為。 一名蘇丹裔美國記者向CNN表示，29人受困喀土穆市中心建築，面臨物資耗盡危機。武裝衝突地點與事件數據項目報告顯示，4月15至24日全蘇丹近50%暴力事件發生於喀土穆州。
總司令部與共和宮周邊持續交火。世界衛生組織代表25日指出某方控制喀土穆國家公共衛生實驗室，驅逐技術人員，該實驗室存有小兒麻痺、麻疹與霍亂病原體。蘇丹衛生部24日宣布全國醫療系統崩潰。北喀土穆達杜格、卡拉里等地爆發反政府軍與快速支援部隊示威。

#### 國際撤離行動
4月22日，美軍特種部隊從吉布地出發撤離駐喀土穆使館人員，英國、德國等國同步展開外交撤離。 約旦、匈牙利等國籍人士同日撤離。 法國外交車隊遭襲擊延誤，但義大利、西班牙成功撤離多國人員。土耳其公民從瓦德麥達尼撤離時遇爆炸暫停。
埃及外交部24日證實外交官穆罕默德·加拉維在撤離時遭槍擊身亡，指控快速支援部隊行兇。中國、菲律賓、瑞典、挪威、比利時、利比亞、印度、俄羅斯、澳洲、日本啟動撤僑，烏干達撤離300公民至貢德爾。

## 延長停火與後續（4月27日-5月10日）
4月26日，兩枚砲彈擊中恩圖曼魯米醫療中心致20傷。 快速支援部隊同日襲擊北喀土穆科貝爾監獄失敗，政府軍控制監獄， 前政權要員艾哈邁德·哈倫、阿里·奧斯曼·塔哈等趁亂逃脫，快速支援部隊指控政府軍放人遭否認。 停火期間喀土穆出現幫派劫掠民宅威脅居民。
4月27日多地衝突持續，儘管雙方宣布延長停火。 圖提島、總司令部、機場東部、北喀土穆卡富里區與恩圖曼部分地區爆發戰鬥， 卡富里區遭政府軍空襲。 傑里夫區附近政府軍基地砲擊致3死。 28日土耳其撤僑專機於瓦迪塞德納空軍基地遭槍擊。
政府軍28日證實巴希爾於喀土穆阿麗亞醫院治療，同院還有巴克里·哈桑·薩利赫等前政要。 政府軍調動中央後備部隊增援，快速支援部隊宣稱部分後備部隊倒戈。 29日北喀土穆巴拉哈醫院遭轟炸，全城累計16間醫院被炸、19間被快速支援部隊占為基地。 東尼羅醫院數日前遭快速支援部隊佔領。 30日政府軍宣稱摧毀西恩圖曼快速支援部隊車隊， 聯合後備部隊在南喀土穆發動攻勢。 沙比市場遭毀，多家銀行遭劫。
5月1日，喀土穆86間醫院僅1間全效運作。 政府軍持續空襲卡富里區與北喀土穆因卡茲街， 快速支援部隊鞏固東尼羅醫院控制權，指控政府軍從恩圖曼軍醫院砲擊尚巴特醫療部致平民傷亡。
5月2日，布爾漢與赫梅蒂同意在聯合國蘇丹綜合過渡援助團與非洲聯盟斡旋下展開談判。 喀土穆卡拉克拉區斷水斷電。 蘇丹首位女演員阿西婭·阿卜杜勒馬吉德5月4日於北喀土穆交火中喪生。 快速支援部隊同日宣稱控制「三城」90%區域， 雙方同意暫時停火並開設人道走廊。
5月6日，雙方赴沙烏地阿拉伯吉達展開首輪談判， 政府軍擊退快速支援部隊對空軍司令部的襲擊， 共和宮與機場路爆發衝突。 恩圖曼宗教當局發布反劫掠教令， 5月8日蘇丹解放軍/米尼·米納維派從恩圖曼調往法希爾保護平民。 截至5月8日，喀土穆累計481名平民死亡、2,560人受傷。
5月9日，快速支援部隊指控政府軍空襲摧毀舊共和宮， 政府軍否認指控， 喀土穆居民提供照片顯示新共和宮辦公室遭大火嚴重損毀。 哈法亞橋爆發衝突， 利比亞市場全毀，快速支援部隊控制恩圖曼婦產醫院與莫拉達區，馬赫迪陵墓遭砲擊受損。

## 吉達談判與沙爾格恩尼爾攻勢（5月11-21日）
5月11日，北喀土穆局勢平靜， 但沙爾格恩尼爾居民因雙方可能進攻的傳聞逃離。 5月13日該區遭猛烈轟炸，沙爾格恩尼爾醫院被蘇丹空襲摧毀，軍方宣稱無平民傷亡。 同日，蘇丹歌手沙登·加爾多德在哈希馬布區交火中喪生。 快速支援部隊13日突襲《El Hayat El Siyasi》報社總部，引發蘇丹記者工會譴責。 恩圖曼大型市場同日遭縱火。
5月14日，生產世界糧食計劃署用於對抗營養不良花生醬的工廠遭戰火焚毀， 喀土穆El Azhari與Bur'i El Dereisa清真寺遭轟炸致1名禮拜者死亡。 賈布拉醫院患者被迫轉移。 15日蘇丹空軍持續轟炸恩圖曼薩勒哈與穆拉巴特區， 快速支援部隊指控政府軍轟炸坎大哈牲畜市場。 蘇巴軍事基地14-15日遭密集砲擊， 快速支援部隊在北喀土穆發動攻勢，居民稱局勢「災難性」。 16日快速支援部隊宣稱在賈利勒區俘虜700名政府軍士兵。

#### 馬里吉吉斯教堂襲擊
5月14日，武裝分子襲擊恩圖曼馬里吉吉斯教堂，索要黃金與金錢並槍擊信徒，5人受傷。 目擊者稱襲擊者身著快速支援部隊制服，使用歧視性語言威脅神職人員。 襲擊者18日重返教堂繼續劫掠。 5月16日，快速支援部隊佔領喀土穆聖公會教堂與聖母教堂作為軍事基地。
5月18日，布爾漢戰後首現喀土穆視察部隊， 任命前蘇丹人民解放運動-北方局領袖馬利克·阿加爾為副手，沙姆斯丁·卡巴希為喀土穆戰役副指揮官。 同日東喀土穆爆發激戰，30輛快速支援部隊卡車遭空襲，街道遺體遍布。 政府軍19日在北喀土穆綁架三名抵抗委員會成員，快速支援部隊扣押一名醫生。
5月21日，快速支援部隊試圖奪取瓦迪塞德納空軍基地，遭政府軍重砲擊退。 同日南恩圖曼遭密集空襲，喀土穆市中心發生零星衝突。

## 吉達停火協議
5月20日，雙方於吉達簽署為期一週的全境停火協議， 原定22日至29日生效。 初期喀土穆相對平靜， 但23日晚間衝突再起， 埃爾莫漢德辛、哈馬德尼勒與拉希丁區多人受傷。 24日恩圖曼戰火復燃，快速支援部隊重啟對瓦迪塞德納基地攻勢， 政府軍飛機在奧姆達遭擊落，飛行員被捕。 26日孤兒院50名嬰幼兒因物資耗盡死亡， 同日局勢短暫平靜。

### 平民生活與停火延期
停火期間，喀土穆居民面臨物資匱乏與疾病威脅，抵抗委員會主導人道救援。 水源需冒險從尼羅河汲取， 物價飆升，街頭幫派肆虐。 北喀土穆居民自發掩埋遺體。
5月29日停火延長五日， 聯合國完成首輪糧食分發。 30日利比亞使館遭劫， 北喀土穆沙姆巴特橋附近清真寺襲擊致5死，國家烏瑪黨地方領袖阿卜杜勒阿齊茲·巴克里遭快速支援部隊殺害。 同日快速支援部隊攻占西北喀土穆斯特拉特吉亞基地。
5月31日政府軍以停火遭違反為由退出和談， 快速支援部隊突襲《El Midan》報社。 6月1日政府軍砲擊梅奧區流離失所者營地，27死106傷。

## 塔伊巴戰役與後續（5月29日-6月3日）
6月1日，塔伊巴營周邊爆發「洋蔥之戰」，該地原為快速支援部隊基地，傑貝勒奧利亞鎮成主戰場。 政府軍調動科斯提第18步兵師增援。 6月3日快速支援部隊佔領國家博物館，部分文物遭毀， 次日撤離但損害嚴重。 恩圖曼阿卜杜拉·本·穆罕默德故居博物館亦被佔領。

### 停火失敗（6月4日至9日）
6月4日，隨著吉達停火協議延長期限屆滿，喀土穆地區的衝突加劇。同日，東部El Jereif社區的一個流離失所者營地遭到砲擊，造成3人死亡、5人受傷。在Taiba營地的戰鬥也持續進行，但尚不清楚誰控制了該基地（如果有的話）。6月5日，針對非洲國際大學的砲擊導致25名在此避難的剛果學生喪生。剛果外交部長Christophe Lutundula指控蘇丹武裝部隊（SAF）發動了此次砲擊。當天的砲擊還發生在恩圖曼的蘇丹武裝部隊工程兵團基地、恩圖曼西部的El Moweileh社區，以及Salah的快速支援部隊（RSF）基地附近。在喀土穆，El Sahafa社區附近的砲擊導致16名平民受傷。喀土穆全城的供水也因戰鬥中斷。此前，僅巴哈里和恩圖曼部分地區的供水被切斷。蘇丹武裝部隊於6月6日宣布佔領位於Jebel Awlia的Nujoumi空軍基地，該基地靠近Taiba基地。
圖蒂島（Tuti Island）是喀土穆的一個島嶼社區，也被快速支援部隊切斷並圍困。當地居民表示，圍困始於5月30日，由於食物和物資短缺，島上的情況正演變為一場「人道主義災難」。

#### 耶爾穆克工廠之戰
6月7日，在耶爾穆克工廠（Yarmouk factory）附近的衝突引發火災，該工廠是蘇丹最大的武器生產基地。快速支援部隊聲稱該工廠也是蘇丹武裝部隊的武器儲存地。6月6日，快速支援部隊襲擊了工廠附近的蘇丹武裝部隊戰壕，引發戰鬥。衝突從Jabra、al-Shajara和Abu Adam等社區蔓延開來，這些地區是喀土穆南部戰鬥的中心。蘇丹軍隊對工廠及附近社區的油庫發動空襲和砲擊，引發大火。快速支援部隊在6月7日晚間聲稱控制了耶爾穆克工廠，但居民和地理定位影像顯示，當晚蘇丹武裝部隊士兵仍控制該地。分析人士指出，快速支援部隊試圖奪取耶爾穆克工廠和油庫，是為了加強對蘇丹武裝部隊al-Shajara裝甲部隊基地的圍攻。另有分析認為，快速支援部隊可能試圖進攻Abu Adam和al-Shajara社區的其他區域。耶爾穆克工廠之戰後，蘇丹武裝部隊向裝甲部隊派遣援軍，但至6月8日，快速支援部隊已重新奪回工廠。援軍來自蘇丹武裝部隊第17師、第18師，以及第1師和第4師的部分單位。
6月7日，喀土穆其他地區的戰鬥仍在持續：蘇丹武裝部隊繼續對恩圖曼的El Moweileh社區發動空襲，Sharq El Nil的衝突也再度爆發。在El Moweileh市場的空襲中，12名平民喪生。在Imtidad Nasir社區，當地抵抗委員會報告稱，蘇丹武裝部隊的空襲導致3人死亡。恩圖曼的El Fitihab和Karari社區也有傷亡報告。恩圖曼的空襲造成超過20人死亡、24人受傷。同日，Mygoma孤兒院剩餘的兒童被撤離。由於物資短缺，自戰鬥開始以來已有71名兒童死亡。6月7日晚，巴哈里的El Safya社區一座清真寺內有5名禮拜者死於砲擊。
6月8日，Bashair教學醫院以西爆發戰鬥，該院是喀土穆地區少數仍在運作的醫院之一。醫生報告稱，過去72小時內收治了150名傷者。耶爾穆克工廠周圍的戰鬥也持續進行。
至6月8日，喀土穆戰役中已有超過一千人死亡，由於屍體數量龐大且難以接近，實際數字無法統計。平民自行處理屍體，儘可能進行埋葬。儘管部分遺體已被記錄，但仍有許多被草草掩埋在街道、房屋後院或室內。

#### 6月9日停火
在美國和沙烏地阿拉伯於吉達的持續調解下，蘇丹武裝部隊和快速支援部隊於6月9日實施了24小時停火。當天未報告衝突。平民利用這段時間補充食物和其他物資，但那些因快速支援部隊的襲擊和佔領而失去家園的人表示，他們仍無法返回住所。停火至6月10日失效，當天巴哈里的Haj Youssef地區爆發衝突。停火於6:00到期後，喀土穆南部和中部以及Shambat橋周邊地區立即出現砲擊和交火。此時，喀土穆地區88家醫院中僅有6家仍在運作。停火期間，約2,800名平民逃往Wad Madani。蘇丹紅新月會在6月10日停火結束後暫停了在喀土穆的行動。

### 蘇丹武裝部隊攻勢與吉達談判重啟（6月11–17日）

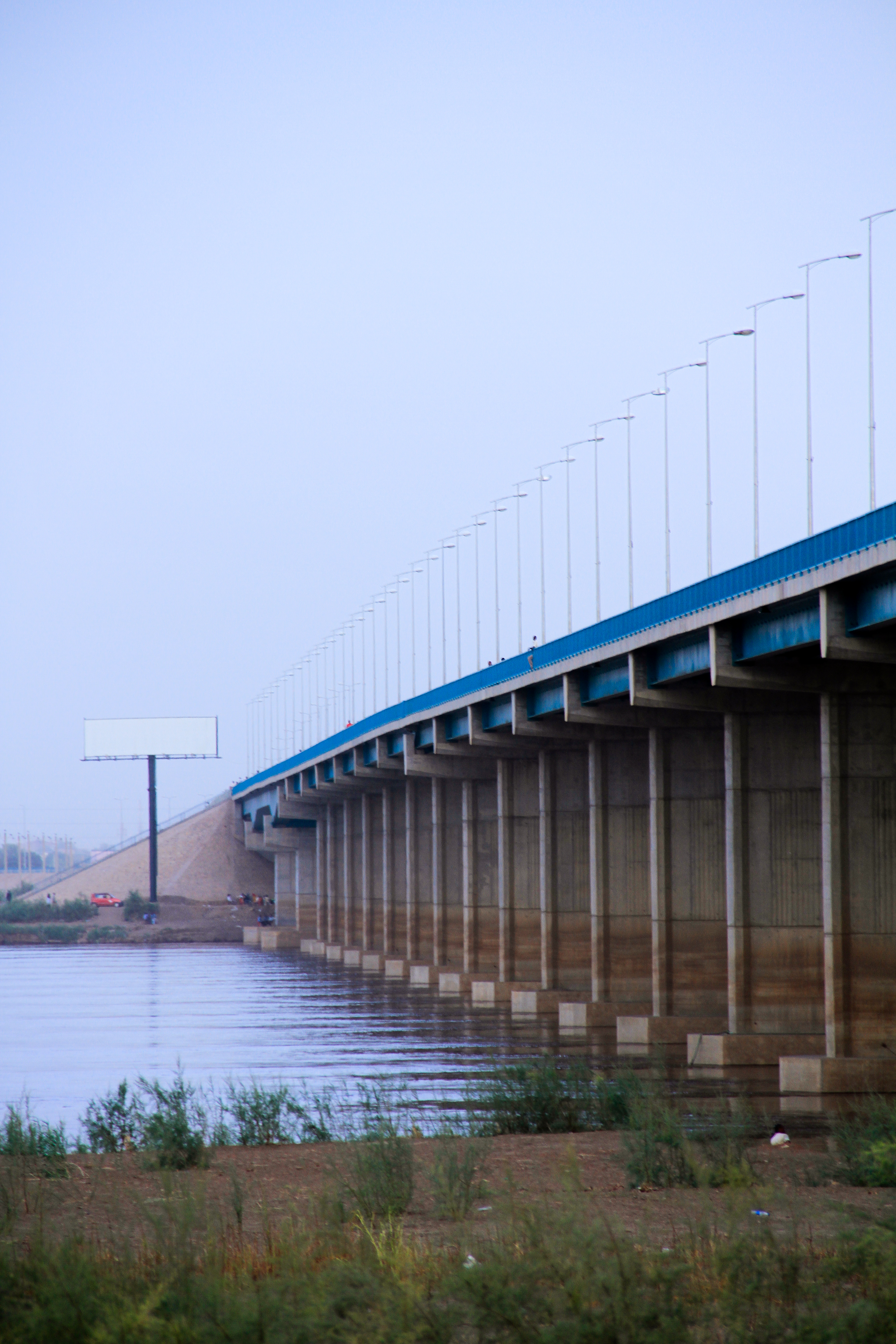
戰前的哈爾法亞橋（Halfaya Bridge），朝向喀土穆方向。

6月11日，蘇丹武裝部隊在三座城市的多個區域發動攻勢。最初的衝突發生在哈爾法亞橋（Halfaya Bridge）、Manshia橋、Kafouri、南部社區以及裝甲部隊以北。快速支援部隊和蘇丹武裝部隊均報告在Al Shajara大道（靠近蘇丹武裝部隊裝甲部隊）發生戰鬥，快速支援部隊聲稱正在加強對該部隊的圍攻。Karari的抵抗委員會宣布，蘇丹武裝部隊控制的哈爾法亞橋環島發生戰鬥。快速支援部隊還在Haj Youssef和Kafouri之間伏擊了蘇丹武裝部隊的車隊。蘇丹武裝部隊也從通信兵團（Signal Corps）向Kobari橋附近發動攻擊。南部社區也遭到砲擊。喀土穆的El Ghaba街、恩圖曼的El Salha以及巴哈里的Sharq En Nil地區遭遇空襲。
在攻勢期間，蘇丹武裝部隊指控快速支援部隊混入平民，並以喀土穆南部的El Azhari和El Salama社區的平民住宅為目標。軍方還宣布，在哈爾法亞橋之戰中，阿卜杜勒拉赫曼·埃爾·塔耶布准將（Brigadier General Abdelrahman El Tayeb）陣亡。蘇丹武裝部隊聲稱，在攻勢的第一階段中「數十名」快速支援部隊成員被擊斃。El Azhari和El Salama的砲擊導致5人死亡。次日，該數字上升至18人。6月11日至12日，巴哈里的Muzdalifa和Maygoma地區也有3人喪生。
6月13日，快速支援部隊士兵襲擊了索馬利亞駐蘇丹大使的官邸。哈爾法亞和Wadi Sayyidna空軍基地周圍的衝突持續。6月中旬，快速支援部隊和蘇丹官員還針對喀土穆的多家報社和記者，包括El Intibaha、El Tayar和El Sharq El Awsat的記者均成為目標。次日，Haj Youssef和Sharq El Nil的戰鬥持續，這兩地均由快速支援部隊控制。恩圖曼的El Mohandesin地區和喀土穆的El Shajara也有零星戰鬥報告，但當天整體相對平靜。在由前巴希爾政權的全國大會黨官員調解下，快速支援部隊和蘇丹武裝部隊在吉布提展開停火談判。6月16日，Sharq En Nil的El Kadisiya有4名兄弟姐妹喪生，恩圖曼有8名平民死亡。

## 第二次吉達停火
6月17日上午，耶爾穆克空襲造成超過30人死亡，包括5名兒童，並摧毀25間房屋。當日晚間，因吉達談判重啟而達成的停火協議生效，為期三天。次日（6月18日），三座城市相對平靜。分析人士警告，停火可能有利於快速支援部隊重新集結和動員。儘管如此，喀土穆街頭的生活暫時恢復正常，這一變化受到蘇丹國會黨（NCP）和烏瑪黨（NUP）等政黨的歡迎。蘇丹過渡委員會副主席Malik Agar警告停火可能即將失敗。
停火的第二天也未發生重大事件。快速支援部隊未撤離佔領的民宅，導致部分平民無家可歸或被迫與他人同住。快速支援部隊指控蘇丹武裝部隊向運送傷兵的紅十字國際委員會（ICRC）車隊開火。蘇丹武裝部隊則出示車隊移動時間表，並稱是Kober橋上的快速支援部隊狙擊手襲擊了車隊。此外，突尼西亞駐蘇丹大使官邸遭疑似快速支援部隊武裝分子洗劫。

### 停火到期
停火於6月21日到期，戰鬥在期限前短暫爆發，並在30分鐘後加劇。在恩圖曼，Fetihab、Um Badda al-Mansura、al-Doha和Abbasia社區的衝突最為激烈。快速支援部隊對蘇丹武裝部隊控制的工程兵團基地發動攻擊，但收效甚微。蘇丹武裝部隊則對喀土穆的Mayo社區和喀土穆體育場發動空襲。總情報局大樓在戰鬥中起火並被摧毀。蘇丹武裝部隊還對仍由快速支援部隊控制的耶爾穆克地區進行猛烈砲擊。蘇丹武裝部隊的一份聲明稱，中央後備警察在喀土穆和恩圖曼對快速支援部隊成功發動反擊。
戰鬥持續至6月22日，恩圖曼的衝突擴展至老城區和西部。恩圖曼北部社區在停火結束後成為爭奪焦點，蘇丹武裝部隊對該市這些區域的快速支援部隊據點發動反攻。快速支援部隊聲稱擊落一架蘇丹米格戰鬥機，並指責蘇丹武裝部隊前一日對恩圖曼的砲擊導致三個家庭和一座清真寺內的禮拜者死亡。影像顯示，蘇丹武裝部隊第9空降師參與了此次攻勢，且儘管近期快速支援部隊發動攻擊，醫療區（General Command以北）仍由蘇丹武裝部隊控制。喀土穆地區的醫院在停火期間獲得援助，但至6月23日物資再次告急。

#### 中央後備警察總部之戰（6月25–27日）
6月25日，快速支援部隊聲稱佔領中央後備警察總部，並發布了擄獲彈藥箱的影片，稱繳獲數十輛車輛和坦克。蘇丹武裝部隊否認此說法，稱快速支援部隊的攻擊失敗，但於6月26日承認該基地失守。自停火結束以來，至少有14名平民在戰鬥中喪生，另有217人受傷。該基地的失守切斷了蘇丹武裝部隊通往El Shajara基地的補給線，並使自4月15日起被快速支援部隊控制的蘇丹內政部長兼警察總長官邸正式易手。蘇丹武裝部隊和快速支援部隊均聲稱擊斃對方數百名士兵。

### 宰牲節停火（6月28日 – 7月2日）
6月28日，布爾漢（Burhan）和赫梅蒂（Hemedti）分別宣布在宰牲節期間單方面停火。快速支援部隊在停火宣布後釋放了125名被俘的蘇丹武裝部隊士兵，此舉經紅十字會調解。儘管如此，蘇丹武裝部隊於6月28日空襲恩圖曼。其中一次空襲聲響巨大，但來源不明。接受半島電視台採訪的平民表示，空襲目標是恩圖曼南部新集結的快速支援部隊成員。哈爾法亞橋也成為攻擊目標。
7月1日，快速支援部隊武裝分子在喀土穆北部的Aldroshab一家醫院殺害一名醫護人員。此次襲擊是金戈威德（Janjaweed）和快速支援部隊的報復行為，因他們送入醫院的一名受傷指揮官不治身亡。同日，蘇丹武裝部隊佔領裝甲部隊以南的al-Wasatia路口，顯示其控制區略有擴張。停火結束時，地理定位顯示快速支援部隊控制了喀土穆多個區域，其中最值得注意的是曼西亞橋（Manshia Bridge）、El Shajara的天然氣儲存和精煉設施、共和宮，並在蘇丹武裝部隊控制的總情報局總部前有部署。

### 對阿里亞醫院、工程師駐軍等的圍攻

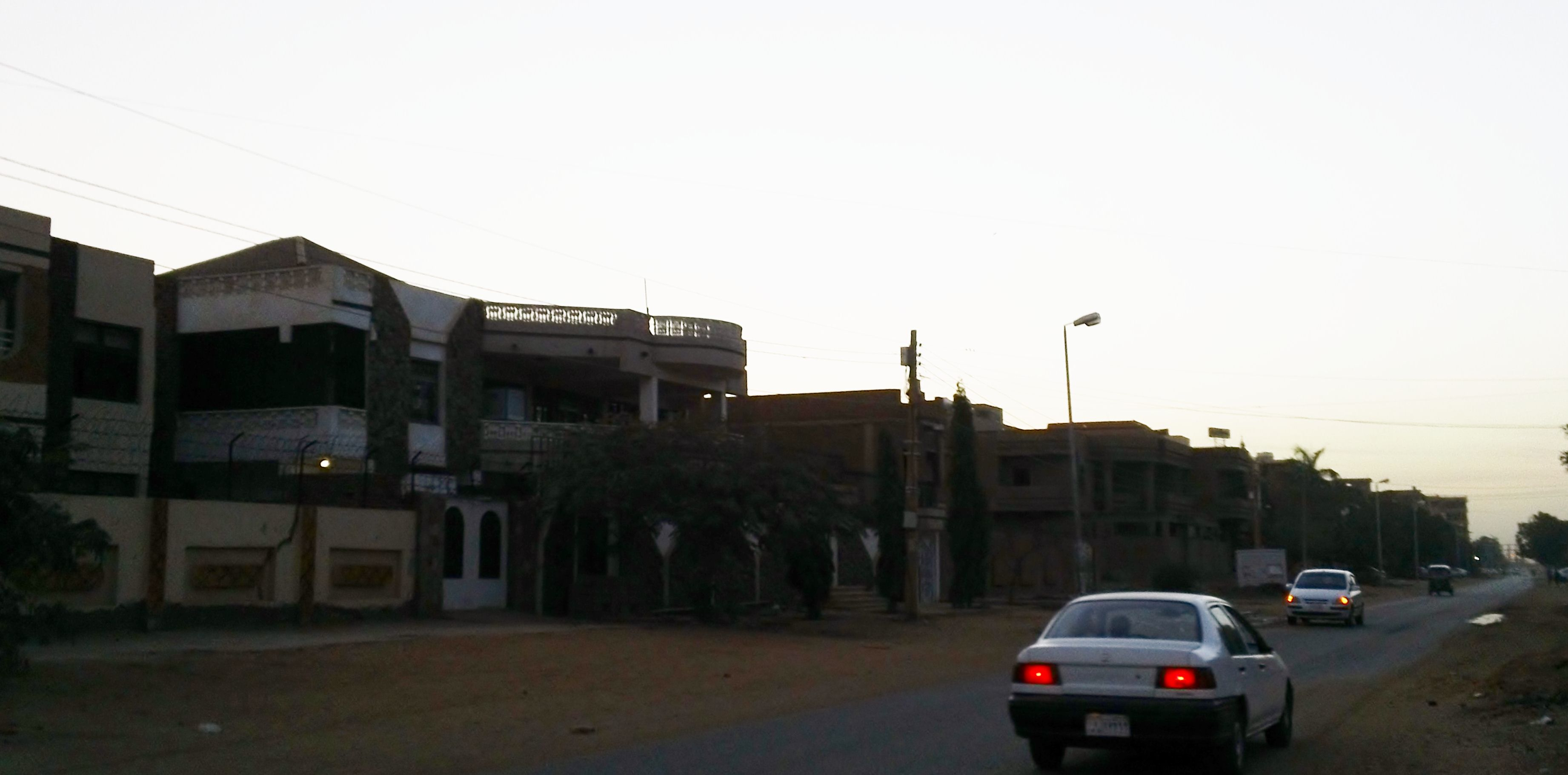
2013年左右的工程師社區（El Mohandesin neighborhood），阿里亞醫院及工程師駐軍圍攻戰發生於此

停火協議於7月2日到期後，快速支援部隊（RSF）對蘇丹武裝部隊（SAF）的一處基地發動大規模攻擊。 在此次攻擊中，RSF聲稱俘虜了五名SAF士兵。 RSF亦開始圍攻阿里亞軍事醫院（Alia Military Hospital），該處為前總統奧馬爾·巴希爾及其他全國大會黨（NCP）官員的所在地。 自4月起即遭圍困的工程師駐軍（El Mohandesin garrison）亦遭受RSF猛烈砲擊。 巴希爾時期的前副總統巴克里·哈桑·薩利赫（Bakri Hassan Saleh）負責指揮SAF對阿里亞醫院的防禦。 RSF否認圍攻阿里亞醫院，聲稱僅針對工程師基地。工程師基地為SAF在恩圖曼市中心的最后據點，該社區其餘區域已由RSF控制。
SAF以密集空襲及地面戰鬥回應RSF對工程師基地周邊陣地的攻擊。 RSF聲稱擊落一架蘇丹戰機。 此次戰鬥至少造成24人死亡、逾百人受傷，傷亡者身份（平民或士兵）尚不明確。

## 2023年後續戰事（7月至12月）

### 2023年7月
7月8日，SAF對恩圖曼達累斯薩拉姆區（Dar es Salaam）發動空襲，造成22至31人死亡。 聯合國秘書長安東尼奧·古特雷斯譴責此次攻擊。
7月13日，市內砲戰導致34名平民喪生。 據報蘇丹軍隊砲擊恩圖曼一處市場造成傷亡。 當日市內三個社區遭砲擊。

### 2023年8月
8月8日，RSF與SAF在恩圖曼阿布羅夫社區（Abrof）爆發衝突。 持續砲擊導致恩圖曼舊城區嚴重損毀。 有報導指市內掘墓人需以大型亂葬崗處理遺體。
8月20日，RSF攻擊工程師社區的SAF裝甲部隊基地。

### 2023年9月
9月5日，SAF砲擊恩圖曼翁巴達社區（Ombada），至少32人死亡。 9月7日蘇丹律師團體證實此數字。
9月17日，尼羅河石油大廈（Greater Nile Petroleum Oil Company Tower）起火。

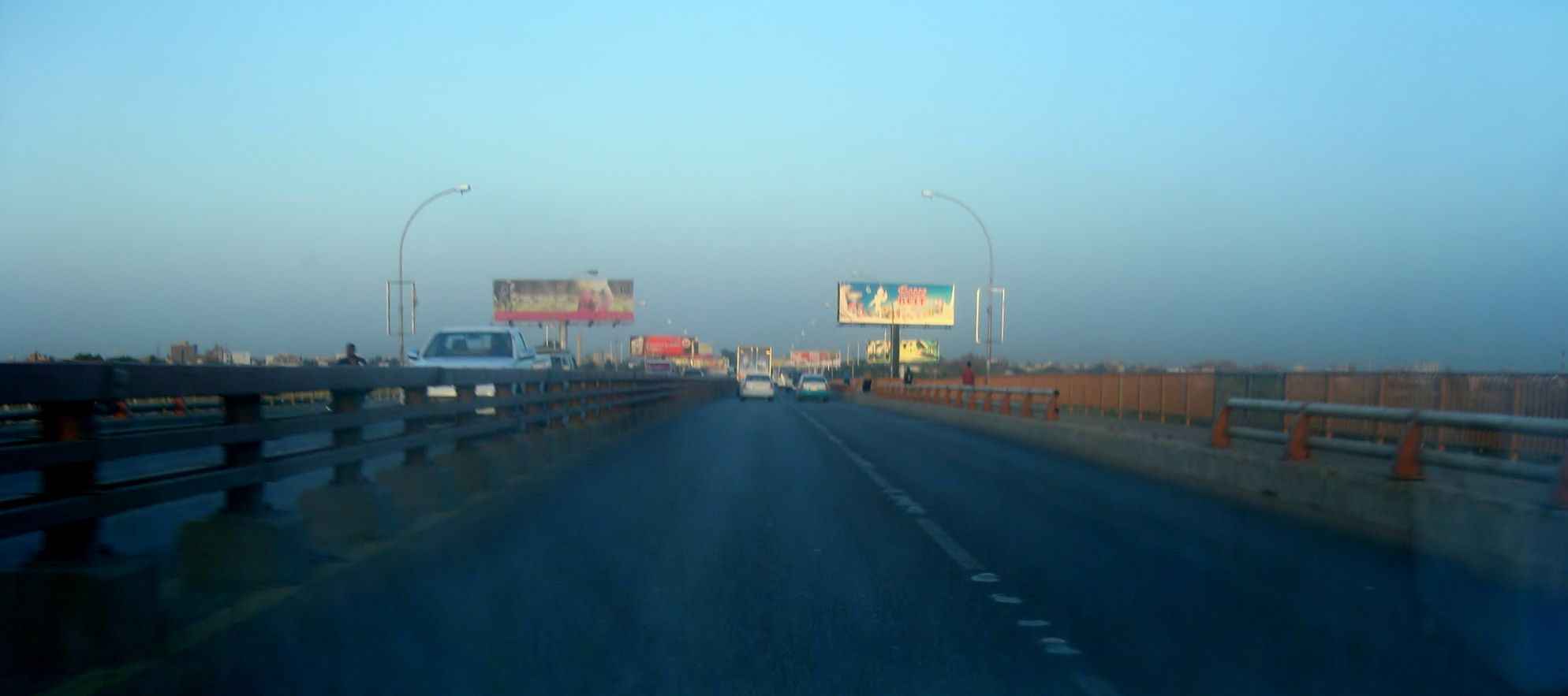
2011年的尚巴特橋（Shambat Bridge）

### 2023年11月
11月11日，尚巴特橋於激戰中被毀。

### 2023年12月至2024年1月
12月6日，RSF據報摧毀位於巴里（Khartoum North）的蘇丹最大煉油廠阿里里煉油廠。 雙方互相指控，SAF總司令布爾漢稱RSF破壞煉油廠控制單元，而RSF反控SAF所為，後經查證不實。

## 2024年戰況

### 2月至3月
SAF於2月在恩圖曼取得進展，突破長達10個月的圍困並連接市區北部部隊。 此為開戰以來SAF首次重大突破。 截至2月19日，RSF仍控制恩圖曼西部及南部部分區域。
3月12日，SAF宣布奪回恩圖曼老城區的國家廣播大樓。 3月14日報導指SAF經血戰控制更多區域，並俘虜14名南蘇丹及3名乍得僱傭兵。
3月28日，米尼·米納維（Minni Minnawi）宣布其部隊將協同SAF作戰，助其收復城市。

### 4月
4月期間戰線趨穩，但飢餓致死案例頻傳。

### 5月
5月2日，喀土穆州宣布進入緊急狀態。 5月31日，SAF渡橋進入巴里市引發激戰。

### 6月
6月5日，記者穆阿維亞·阿卜杜勒·拉扎克（Muawiya Abdel Razzaq）一家在巴里遭RSF殺害。 6月7日RSF砲擊恩圖曼致至少40死。

## 外國介入

### 烏克蘭
2023年9月19日，CNN報導烏克蘭特種作戰部隊可能涉入9月8日對RSF的無人機攻擊及地面行動，目標為瓦格納集團支援的RSF。

## 人道影響

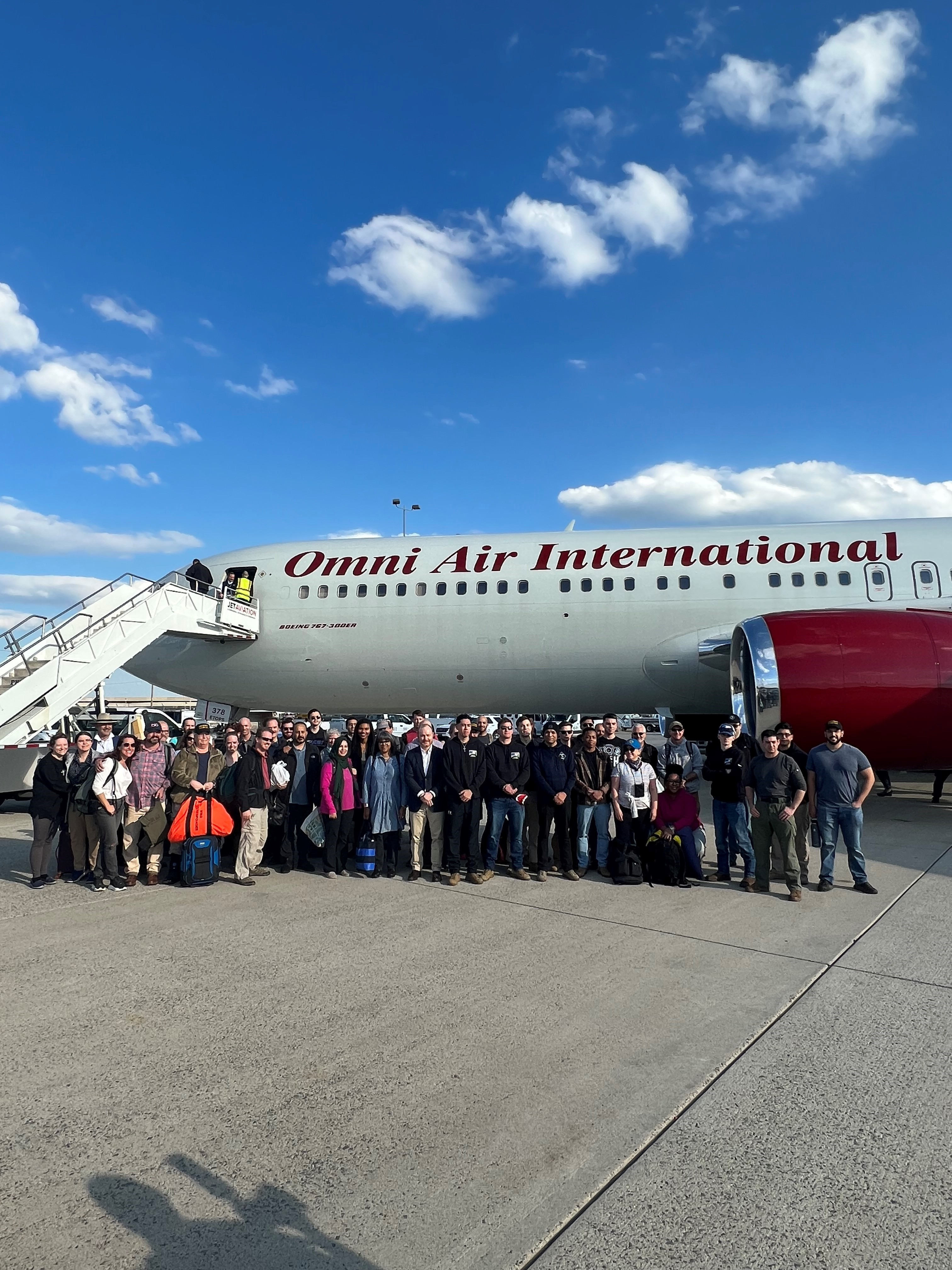
2023年4月24日，自喀土穆撤離的美國使館人員返抵美國

### 平民撤離與警告
衝突爆發後，各國緊急撤僑。美國使館初期建議公民就地避難，後以特種部隊撤離使館人員。

### 平民死傷
截至2024年6月，死亡人數估計逾61,000人。 首波衝突中喀土穆機場兩名平民死亡， 後續衝突及RSF劫掠造成更多死傷。

### 性暴力
醫院通報強暴案件激增，聯合國難民署記錄12起性暴力事件涉及37名婦女，含未成年少女。

## 注解
1. ↑  當時工兵團控制權歸屬不明，未能確認發動砲擊方

## 延伸閱讀
- 蘇丹危機：戰機在恩圖曼我家上空咆哮 – BBC （页面存档备份，存于）
- RSF圍困巴希爾所在醫院 – 中東之眼 （页面存档备份，存于）
- 尼羅河上的戰爭將蘇丹推向深淵 – 紐約時報 （页面存档备份，存于）